# Ligue mondiale de volley-ball 1996
Navigation
Édition précédente Édition suivante
Ligue mondiale de volley-ball 1996

## Généralités
Cette édition de la Ligue mondiale a opposé onze équipes. Les Pays-Bas, vainqueurs, ont remporté le prix de $6 millions.

## Tour intercontinental

### Poule A
| Équipes   | Pts | Joués | Gagnés | Perdus | SP | SC |
| Brésil    | 22  | 12    | 10     | 2      | 34 | 13 |
| Cuba      | 18  | 12    | 6      | 6      | 24 | 24 |
| Espagne   | 16  | 12    | 4      | 8      | 13 | 30 |
| Argentine | 15  | 12    | 3      | 9      | 22 | 29 |

### Poule B
| Équipes  | Pts | Joués | Gagnés | Perdus | SP | SC |
| Italie   | 23  | 12    | 11     | 1      | 34 | 10 |
| Pays-Bas | 20  | 12    | 8      | 4      | 28 | 13 |
| Bulgarie | 16  | 12    | 4      | 8      | 17 | 25 |
| Grèce    | 13  | 12    | 1      | 11     | 4  | 35 |

### Poule C
| Équipes | Pts | Joués | Gagnés | Perdus | SP | SC |
| Russie  | 24  | 12    | 12     | 0      | 36 | 7  |
| Chine   | 15  | 12    | 3      | 9      | 17 | 31 |
| Japon   | 15  | 12    | 3      | 9      | 16 | 31 |

## Tournoi final (RotterdamPays-Bas)
| Équipes  | Pts | Joués | Gagnés | Perdus | SP | SC |
| Pays-Bas | 8   | 4     | 4      | 0      | 12 | 2  |
| Italie   | 7   | 4     | 3      | 1      | 9  | 6  |
| Russie   | 6   | 4     | 2      | 2      | 8  | 8  |
| Cuba     | 5   | 4     | 1      | 3      | 6  | 9  |
| Brésil   | 5   | 4     | 1      | 3      | 5  | 9  |
| Chine    | 4   | 4     | 0      | 4      | 3  | 9  |

### Finales
- Finale 3-4 :  Russie 3-2  Cuba (3-15 15-7 4-15 16-14 19-17)
- Finale 1-2 :  Pays-Bas 3-2  Italie (17-15 15-12 10-15 10-15 22-20)

## Classement final
| Place              | Équipe    |
| ------------------ | --------- |
| Médaille d'or      | Pays-Bas  |
| Médaille d'argent  | Italie    |
| Médaille de bronze | Russie    |
| 4                  | Cuba      |
| 5                  | Brésil    |
| 6                  | Chine     |
| 7                  | Argentine |
| 8                  | Bulgarie  |
| 9                  | Japon     |
| 10                 | Espagne   |
| 11                 | Grèce     |

## Distinctions individuelles
- Meilleur marqueur : Lorenzo Bernardi  Italie
- Meilleur attaquant : Stanislav Dineikine  Russie
- Meilleur central : Ihosvany Hernandez  Cuba
- Meilleur serveur : Alain Roca  Cuba